# کلاید (کارولینای شمالی)
کلاید (به انگلیسی: Clyde) شهری در ایالت کارولینای شمالی کشور ایالات متحده آمریکا است که جمعیت آن در سرشماری سال ۲۰۱۰ میلادی، ۱٬۲۲۳ نفر بوده‌است.